# 泉山古康
泉山 古康（いずみやま ふるやす、生没年不詳）は、戦国時代の武将。南部氏の家臣。別名に政弘。受領名は出雲守。石亀政明の次男。子に慈照院（南部信直の後室・南部利直生母）、政義、下田直久、石亀政治、石亀成久、石亀政朝、石亀政之がいる。
叔父の泉山康朝の養子として、母方の姓である泉山姓を名乗り、三戸郷泉山を領した。南部信直・利直体制下では、古康は家老に抜擢され藩政に携わるようになっている。